# Bernardo Balbi
Bernardo Balbi, noto in latino come Bernardus Papiensis e in italiano come Bernardo da Pavia (Pavia, XII secolo – Pavia, 18 settembre 1213), è stato un giurista e vescovo cattolico italiano.

## Biografia
Fu studente e professore di diritto canonico a Bologna. La sua opera più importante fu una raccolta di decretali: il  Breviarium extravagantium. Scritto fra il 1187 e il 1191, racchiuse gran parte della Concordia discordantium canonum di Graziano completata da fonti antiche tralasciate dal suo precursore. Aggiunse anche canoni di concili, brani di scritti patristici e persino leggi germaniche e romane. Organizzò la sua opera in cinque libri:
1. iudex (norme giuridiche e disposizioni canoniche, obblighi del clero e misure preventive processuali);
2. iudicium (testi sui processi e sull’attività processuale);
3. clerus (vita e beni del clero e dei religiosi in generale);
4. connubia (diritto matrimoniale);
5. crimen (i delitti e il diritto penale).

Lo schema da lui adottato verrà seguito dai suoi posteri per opere simili. Completò l'opera probabilmente nel marzo 1192. Nonostante il fatto che non venisse presentata per l'approvazione pontificia (cioè sia rimasta una collezione privata), l'opera ebbe un'importanza enorme. Nei secoli successivi la sua raccolta, ridenominata Compilatio antiqua, divenne la Prima delle Quinque compilationes antiquae.
Nel 1192 fu eletto vescovo di Faenza, da dove nel 1198 fu trasferito alla cattedra di Pavia, che resse fino alla morte.

## Opere

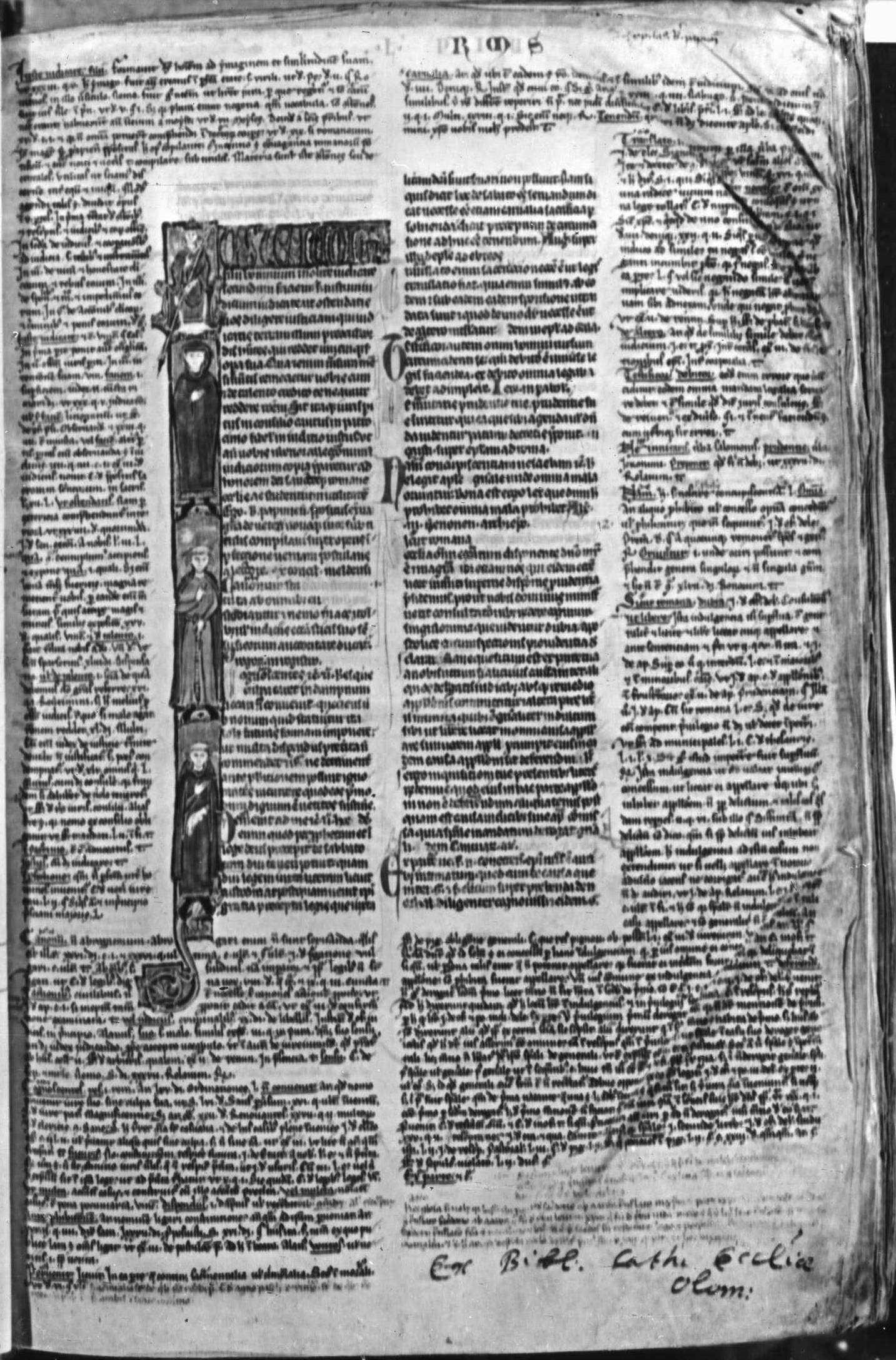
Compilatio I Decretalium, manoscritto, XIV secolo. Olomouc, Zemský archiv v Opavě, Rukopisy, C.O. 589.

### Manoscritti
- Compilatio I Decretalium, XIV secolo, Olomouc, Zemský archiv v Opavě, pobočka Olomouc, Rukopisy, C.O. 589.
  -  Compilatio I Decretalium, XIV secolo, Olomouc, Zemský archiv v Opavě, pobočka Olomouc, Rukopisy, C.O. 590.